# Lucifer (roman)
Lucifer est un roman de Jean de la Hire publié en feuilleton entre 1921 et 1922 dans le quotidien Le Matin. Il paraît en format relié en deux volumes en 1922 aux éditions Ferenczi, puis de nouveau en 1939 aux éditions Jules Tallandier. Ce roman est la deuxième aventure de la saga littéraire mettant en scène Le Nyctalope.

## Synopsis
Le Nyctalope  affronte Lucifer, de son vrai nom baron Glô von Warteck, un individu possédant de prodigieux pouvoirs mentaux. Déterminé à dominer le monde, il a conçu le Télédyname, un appareil amplifiant ses pouvoirs. 

## Analyse de l'œuvre

### Place du roman dans le cycle des aventures du Nyctalope
Ce roman est la deuxième aventure du Nyctalope, personnage créé dix ans plus tôt par Jean de La Hire. Cependant, son nom diffère : s'il est appelé « Léo Sainte-Claire » dans sa première aventure, Le Mystère des XV publiée en 1911, il devient « Jean de Sainclair » dans ce roman. Néanmoins, son nom est définitivement fixé à partir du roman suivant L'Amazone du mont Everest : « Léo Saint-Clair ». 
Ce roman est le premier d'une trilogie satanique composée de Lucifer (1921-1922), La Captive du démon (1927) et Belzébuth (1930), qui ont en commun la présence de criminels visant à assurer la domination universelle. Le baron Glô Von Warteck, treizième du nom, descend d'une famille allemande exilée au XVIIe siècle pour fait de sorcellerie. Débarquée sur une île désertique des Bermudes, la famille s'y installa et prépara méticuleusement sa vengeance sur les hommes. Celle-ci s'exerça à travers Glô XIII, qui en se proclamant « Lucifer », aspire à conquérir le monde. Bien que ce personnage semble non seulement plus puissant que le Nyctalope, mais de plus véritablement invincible, il ne parvient cependant pas à maîtriser ses désirs, et échoue par conséquent dans sa tentative de domination du monde.

### Une œuvre de science-fiction
Dans ce roman, le Nyctalope affronte Lucifer, un homme doté de pouvoirs mentaux phénoménaux. Grâce à l'invention du Télédyname, un amplificateur psychique, Lucifer entreprend sa domination du monde en contrôlant les pensées des hommes. Il peut ainsi projeter son double psychique pour torturer ou violer le cas échéant sa victime. Pour faire fonctionner sa machine, il utilise de la matière grise obtenue après exposition de cerveaux humains au rayonnement du radium. Cette matière grise est ensuite stockée dans sept crânes reliés au Télédyname.
Outre cette invention, Lucifer utilise de nombreux engins perfectionnés : son sous-marin personnel est muni d'électro-aimants permettant d'attirer et de garder captif les autres engins sous-marins ; son avion extrêmement rapide fonctionne grâce à l'électricité puisée directement dans l'atmosphère.

## Éditions françaises et diffusion à l'étranger

### Publication française
- 1921-1922. Parution en feuilleton dans Le Matin du 25 novembre 1921 au 30 mars 1922.
- 1922. Parution aux éditions Ferenczi en deux volumes dans la collection « Les Romans d'aventures » n°10 et 11 sous les titres : Lucifer et Nyctalope contre Lucifer.
- 1939. Réédition chez Jules Tallandier dans la collection « Le Livre National » n°60 et 61 sous les titres : Lucifer et Le drame des Bermudes.
- 1953-1954. Parution en feuilleton dans La Dépêche quotidienne d'Algérie du 12 octobre 1953 au 2 mars 1954[10].
- 2011. Réédition aux éditions Rivière Blanche sous le titre Le Nyctalope contre Lucifer.

### Diffusion en langue étrangère
- 1929. Lucifero. Traduction en langue italienne aux éditions Corriere della Sera dans la collection Il Romanzo Mensile[11].
- 2007. Nyctalope vs. Lucifer. Traduction en langue anglaise par Brian Stableford aux éditions Black Coat Press.